# Regntunga skyar
Regntunga skyar är en sång som ursprungligen framfördes av Alice Babs och Adolf Jahr i den svenska filmen Swing it, magistern! 1940.
Melodin är komponerad av Thore Ehrling och Eskil Eckert-Lundin med text av Hasse Ekman. En engelskspråkig version, Stormy Horizons, med text av Bosse Linné, utgavs 2007.

## Coverversioner
- Gunnar Wiklund - 1968 [2]
- Michael Dee - Eldorado. Stjärnornas musik - 1982 [3] och Snälltåg till himlen - 1983 [4] (två olika inspelningar)
- Anne-Lie Rydé - Stulna kyssar - 1992 [5]
- Robyn - Don't Stop the Music - 2002 [6]
- Malin Skär (förr Brandt) - Si God Afton - 2003
- Björn Skifs - Decennier – sånger från en annan tid - 2005 [7]